# Christian Thomasius
Christian Thomasius, nemški pravnik, filozof in pedagog, * 1. januar 1655, Leipzig, † 23. september 1728.
Thomasius je leta 1684 postal predavatelj na Univerzi v Leipzigu, kjer je predaval naravno pravo. Leta 1687 je napravil prelomnico v poučevanju, saj je pričel predavati v nemščini, ne pa v latinščini. Zaradi njegovih zahtev po mešanih zakonih med luterani in kalvinisti je moral zapustiti predavateljsko mesto in je pobegnil v Berlin.
Leta 1694 je pomagal ustanoviti Univerzo v Halleju, kjer je postal drugi predavatelj univerze, prvi predavatelj prava in rektor univerze.